# Etelis
Etelis is een geslacht van straalvinnige vissen uit de familie van snappers (Lutjanidae). Het geslacht is voor het eerst wetenschappelijk beschreven in 1828 door Cuvier in Cuvier & Valenciennes.

## Soorten
De volgende soorten zijn bij het geslacht ingedeeld:
- Etelis carbunculus Cuvier, 1828
- Etelis coruscans Valenciennes, 1862
- Etelis oculatus (Valenciennes, 1828)
- Etelis radiosus Anderson, 1981